# Physokentia dennisii
Physokentia dennisii är en enhjärtbladig växtart som beskrevs av Harold Emery Moore. Physokentia dennisii ingår i släktet Physokentia och familjen Arecaceae. IUCN kategoriserar arten globalt som otillräckligt studerad. Inga underarter finns listade i Catalogue of Life.